# Bloomington (Minnesota)
Bloomington – miasto w Stanach Zjednoczonych, w stanie Minnesota.  Ma około 80,7 tys. mieszkańców (2006).  Tworzy zespół miejski z miastami Minneapolis i St. Paul.

## Sport
- Minnesota North Stars – klub hokejowy